# Fall – Fear Reaches New Heights
Fall – Fear Reaches New Heights (Originaltitel: Fall) ist ein US-amerikanisch-britischer Survivalthriller aus dem Jahr 2022 von Scott Mann mit Grace Caroline Currey und Virginia Gardner in den Hauptrollen. In den Vereinigten Staaten kam er am 12. August 2022 in die Kinos.

## Handlung
Becky, ihr Mann Dan und die gemeinsame Freundin Hunter sind Kletterfreaks. Im Intro stürzt Dan beim Felsklettern in den Tod. Becky versinkt in Verzweiflung, aus der sie sich fast ein Jahr später noch nicht erholt hat. Ihr Vater macht sich große Sorgen und informiert Hunter, die nun Videos von extremen Stunts im Netz veröffentlicht. Hunter drängt Becky dazu, bei der nächsten Aktion ihre Partnerin zu sein, um sich ihren Ängsten zu stellen. Es geht um die Besteigung eines zum Abriss bestimmten, 2.000 Fuß (rund 610 Meter) hohen Sendeturms in einer einsamen Gegend. Dort oben wollen sie an Dans Sterbetag seine Asche verstreuen. Die Besteigung des sichtlich maroden Turms erst über eine Innen-, die letzten 60 Meter über eine Außenleiter bereitet der untrainierten Becky große Probleme, doch sie gelangen glücklich auf die Mastspitze, eine winzige ungesicherte Plattform, die nur noch von der 10 Meter hohen Flugsicherungsbefeuerung überragt wird. Sie filmen dort einige Stunts und verstreuen Dans Asche. Becky ist über den Erfolg überglücklich.
Als sie den Rückweg antreten wollen, löst sich die Verschraubung eines Teils der Außenleiter unter Beckys Gewicht und reißt in einer Kettenreaktion fast die gesamte Außenleiter der oberen 60 Meter in die Tiefe. Hunter zieht Becky am Seil wieder auf die Plattform, doch der Rucksack mit Proviant und Trinkwasser, den Becky auf dem Rücken trug, liegt jetzt auf einer alten Parabolantenne rund 20 Meter tiefer. Ihre Mobiltelefone haben auf der Plattform keinen Empfang, und das eine Sicherungsseil ist etwas zu kurz, um daran den Rucksack zu erreichen. Sie stecken eines der Handys in einen von Hunters Schuhen und lassen ihn zu Boden fallen, in der Hoffnung, dass das Handy, sobald es Netz findet, einen Notruf absendet. Als Stunden später noch keine Hilfe eintrifft, sehen sie ein, dass das nicht funktioniert hat. Auch das Fallen der Leiter wurde offenbar von niemandem bemerkt. Nach Einbruch der Dunkelheit gelingt es den Frauen, zwei Männer auf sich aufmerksam zu machen, die mit einem Wohnmobil in der Nähe campen. Doch die Männer stehlen nur Hunters Auto und fahren davon.
In der Nacht erzählen sich die Frauen unterschiedlichste Dinge, wobei sich herausstellt, dass Hunter auch in Dan verliebt und eine Zeit mit ihm zusammen war, aber aus Liebe zu Becky auf ihn verzichtet hat.
Am nächsten Tag klettert Hunter zum Rucksack ab, indem sie die fehlende Seillänge frei springt, hängt ihn mit ihrem Selfie-Stick ans Ende des Seils, springt dann selbst hinterher und lässt sich von Becky wieder auf die Plattform ziehen. Im Rucksack befindet sich auch ein Quadrocopter, mit dem sie eine Nachricht zum nahegelegenen Motel transportieren wollen. Dazu muss zunächst der Akku geladen werden, weshalb Becky zur Befeuerungslampe hinaufklettert und deren Fassung anzapft. Als sie von einem Geier attackiert wird, fällt der Rucksack mit dem Trinkwasser endgültig in die Tiefe. Dann kann sie zwar die Drohne bis zum Motel steuern, doch dort kollidiert diese mit einem durchfahrenden Lastwagen und bleibt unbemerkt am Straßenrand liegen.
In ihrer Verzweiflung wollen sie noch eine Nachricht mit dem zweiten Handy versenden und es besser polstern. Doch nun ist zu sehen, dass Hunter tot auf der Parabolantenne liegt, wo vorher der Rucksack lag. Demnach ist sie bei der Rucksack-Aktion abgestürzt, und Becky hat Hunters Gegenwart seit einem Tag nur noch halluziniert. Als ihr bewusst wird, dass sie ganz allein ist, fällt es ihr sehr schwer, nicht aufzugeben.
Am nächsten Tag wird Becky, schon im Dämmerzustand, von einem Geier geweckt, der an ihrem verletzten Bein nagt. Sie tötet den Geier und isst ihn. So kommt sie wieder zu Kräften, lässt sich am Seil zu der Antenne hinab, auf der Hunters Leiche liegt, schreibt ihrem Vater eine Kurzmitteilung, steckt ihr Handy in Hunters von den Geiern schon angenagten Unterleib und stößt die Leiche in die Tiefe, so dass das Handy gut gepolstert landen kann.
Beckys Vater bekommt die Nachricht und alarmiert die Rettungskräfte. Becky kann gerettet werden und fällt ihrem Vater in die Arme.

## Besetzung und Synchronisation
Die deutschsprachige Synchronisation übernahm die Kölner logoSynchron GmbH. Dialogregie führte Daniel Käser, das Dialogbuch schrieb Daniel Zimmermann.
| Rolle         | Darsteller            | Synchronsprecher        |
| ------------- | --------------------- | ----------------------- |
| Becky Connor  | Grace Caroline Currey | Anna Röser              |
| Shiloh Hunter | Virginia Gardner      | Katrin Heß              |
| Dan Connor    | Mason Gooding         | Louis Friedemann Thiele |
| James Conner  | Jeffrey Dean Morgan   | Thomas Balou Martin     |
| Kellnerin     | Julia Pace Mitchell   | Demet Fey               |
| Steve         | Jasper Cole           | Holger Schulz           |

## Produktion und Hintergrund

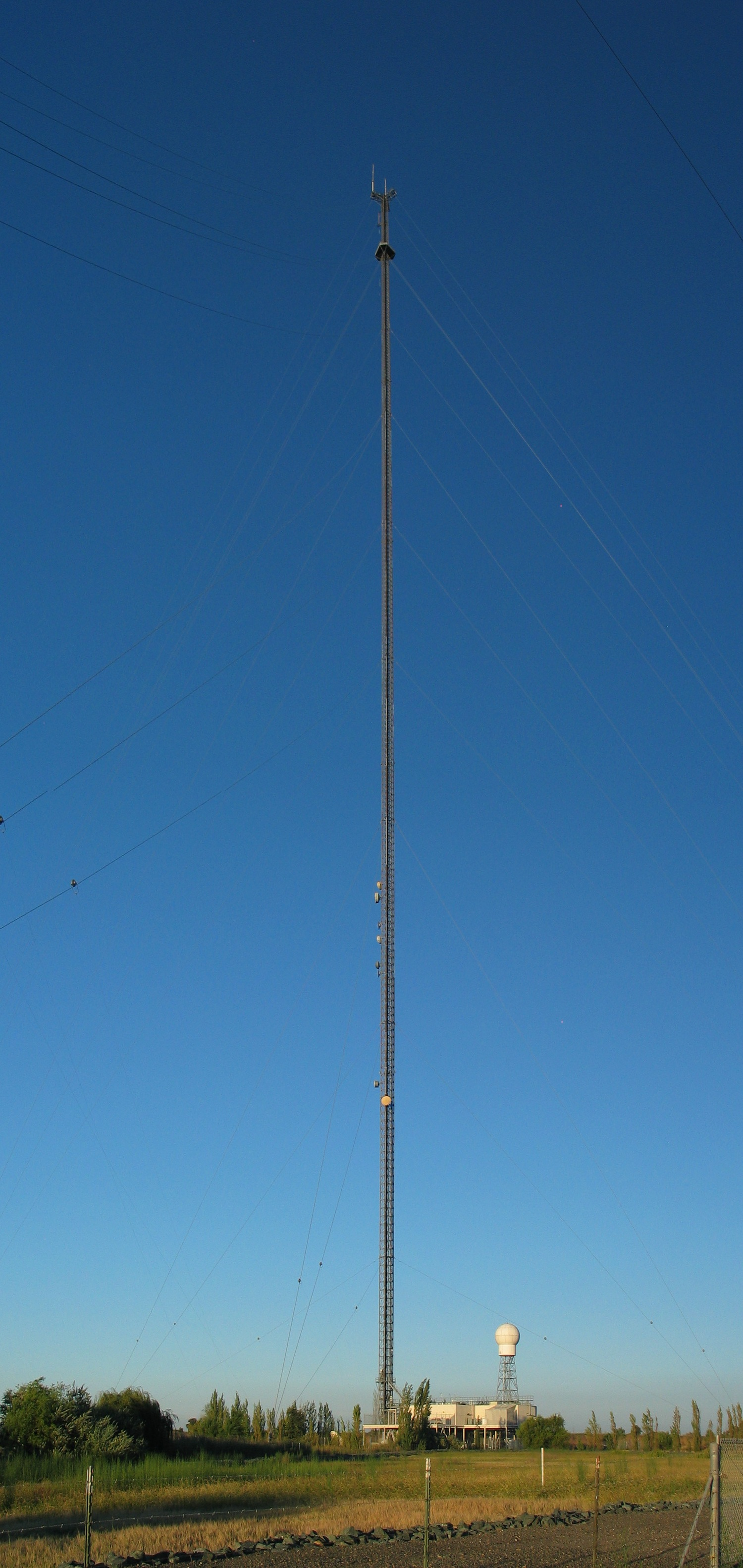
Der KXTV/KOVR Tower-Funkturm in Kalifornien stand Pate für das Aussehen des Funkturms im Film.

Produziert wurde der Film von der britischen Tea Shop Productions (Produzenten James Harris und Mark Lane) und der Capstone Pictures. Harris und Lane produzierten zuvor den 2017 veröffentlichten Tierhorrorfilm 47 Meters Down, bei dem zwei Schwestern in einem Tauchkäfig auf dem Meeresgrund in 47 Metern Tiefe gefangen sind. Das Budget betrug rund drei Millionen US-Dollar. Die Dreharbeiten fanden in der kalifornischen Mojave-Wüste statt; gedreht wurde im IMAX-Format.
Das Aussehen des fiktiven B67-Turms im Film wurde vom echten KXTV/KOVR Tower-Funkturm im kalifornischen Walnut Grove inspiriert, der ebenfalls über 600 Meter hoch und eines der höchsten Bauwerke der Welt ist.
Ursprünglich wurde der Film ohne Rücksicht auf eine Altersfreigabe der Motion Picture Association gedreht, sodass die beiden Hauptfiguren in der Originalfassung über 30-mal das Wort Fuck verwendeten, was ein R-Rating zur Folge gehabt hätte. Nachdem Lionsgate die Vertriebsrechte erworben hatte, wurde beschlossen, den Film mit der niedrigeren PG-13-Freigabe herauszubringen. Anstelle von kostspieligen und langwierigen Nachdrehs wurden die entsprechenden Stellen mit Deepfake-Technologie verändert. Regisseur Scott Mann ist Co-CEO der britischen Firma Flawless, die mittels künstlicher Intelligenz Mundbewegungen in Videos verändert, um sie den Wörtern anzupassen. Innerhalb von zwei Wochen wurden die Wörter so in der Postproduktion ersetzt.
Im Vereinigten Königreich wurde der Film im November 2022 in der Kinofassung sowie der ursprünglichen Originalfassung auf DVD/Blu-ray veröffentlicht.

## Rezeption
Benjamin Lee vergab im britischen Guardian vier von fünf Sternen. Das Script liefere zwar keine glaubwürdige Erklärung, warum jemand ein solches Trauma auf diese Weise zu überwinden versuche, allerdings spiele das keine Rolle mehr, sobald die beiden auf halbem Weg nach oben sind. Trotz eines geringen Budgets und offensichtlichem Einsatz visueller Effekte gelinge es Scott Mann, die Gefahr real wirken zu lassen.
Lutz Granert vergab auf Filmstarts.de 3,5 von fünf Sternen, der spannend verdichtete Survival-Thriller hole aus der simplen Prämisse wirklich alles raus. Trotz kleiner Schönheitsfehler sorge der Film für einen hohen Puls und schweißnasse Hände.
Christian Plaumann bezeichnete die Produktion auf riecks-filmkritiken.de als mitreißenden Thriller, der von der ersten bis zur letzten Minute fessle, und überraschenden kleinen Film, den man sich nicht entgehen lassen sollte. Regisseur Scott Mann habe aus einem geringen Budget das Maximum herausgeholt.

## Auszeichnungen und Nominierungen
Saturn-Award-Verleihung 2024
- Nominierung als Bester Independentfilm

## Fortsetzung
Nachdem Fall – Fear Reaches New Heights nach seiner Veröffentlichung auf Netflix zum Publikumserfolg avancierte, wurde Anfang 2023 eine Fortsetzung des Films angekündigt. Im Herbst des Jahres wurden diese Pläne konkretisiert und es wurde von gleich zwei weiteren Filmen innerhalb der Fall-Reihe gesprochen. Scott Mann soll dabei als Produzent und Drehbuchautor zurückkehren und beim dritten Teil ebenso als Regisseur fungieren. Der zweite Film soll hingegen von den Spierig-Brüdern inszeniert werden.